# Cancer macrophthalmus
Cancer macrophthalmus är en kräftdjursart som först beskrevs av M. J. Rathbun 1906.  Cancer macrophthalmus ingår i släktet Cancer och familjen Cancridae. Inga underarter finns listade i Catalogue of Life.